# Lijst van dammers
Dit is een lijst van dammers die op de Nederlandstalige Wikipedia staan, aangevuld met dammers die daarvoor in aanmerking komen.

## A
- Geert van Aalten
- Ashwin Adhin
- Jeroen van den Akker
- Johannes Alfaisie
- Waldo Aliar
- Elena Altsjoel
- Moerodoello Amrillajev
- Jacques Amzand
- Andris Andreiko
- Yuri Anikejev
- Joël Atsé N’cho
- Eduard Autar
- Eddy Azimullah

## B
- Bassirou Ba
- Adjiedji Bakas
- Alexander Baljakin
- Marino Barkel
- Johan Bastiaannet
- Wouter van Beek
- Gerson Bendt
- Pieter Bergsma
- Anton van Berkel
- Bauke Bies
- Stanislas Bizot
- Aleksandr Boelatov
- Jan Bom
- Roel Boomstra
- John van den Borst
- Tjalling van den Bosch
- Evert Bronstring
- Guno Burleson
- Edvardas Bužinskis

## C
- Patrick Casaril
- Tanja Chub
- Rudi Claes
- Rob Clerc
- Hein De Cokere
- Arnaud Cordier

## D
- Denise van Dam
- Arnold Damme
- Piet van Dartelen
- Jimmy Depaepe
- Boudewijn Derkx
- Marcel Deslauriers
- Keita Desmet
- Geert van Dijk
- Theo Dijkstra
- Martin Dolfing
- Evert Dollekamp
- Aleksej Domchev
- Vitalia Doumesh
- Jan Mente Drent
- Frank Drost
- Baris Dukel
- Anatole Dussaut
- Cor van Dusseldorp
- Aleksandr Dybman

## E
- Dul Erdenebileg

## F
- Marius Fabre
- Jo Fijen
- Nellis Fleur
- Alexander Foerman

## G
- Anatoli Gantvarg
- Aleksandr Georgiejev
- Nikolaj Germogenov
- Aleksandr Getmanski
- Pierre Ghestem
- Zoja Golubeva
- Freek Gordijn
- Jeroen Goudt
- Jan Groenendijk
- Luc Guinard

## H
- Jack de Haas
- Klaas de Heer
- Piet van Heerde
- Ron Heusdens
- Michel Hisard
- Nina Hoekman
- Erik Hoeksema
- Guno Hoen
- Herman Hoogland
- Georges Hübner
- Wim Huisman

## I
- Martijn van IJzendoorn
- Artem Ivanov

## J
- Gérard Jansen
- Hans Jansen
- Douwe de Jong
- Wim de Jong
- Herman de Jongh

## K
- Andrej Kalmakov
- Olga Kamychleeva
- Reinier Cornelis Keller
- Rinaldo Kemnaad
- Hugo Kemp
- Mark Kemperman
- Li Tchoan King
- Igor Kirzner
- Iser Koeperman
- Igal Koifman
- Jos Kool
- Lambert-Jan Koops
- Michail Korenevski
- Djedjé Kouassi
- Leopold Kouogueu
- Johan Krajenbrink
- Michiel Kroesbergen
- Karel Wendel Kruijswijk
- Andreas Kuyken

## L
- Henk Laros
- Eugène Leclercq
- Jasper Lemmen
- Bernard Lemmens
- Rostislav Lesjtsjinski
- Olga Levina
- Rodney Lion
- Karen van Lith
- C.J. Lochtenberg

## M
- Pertap Malahé
- Hein Meijer
- Ludmilla Meijler-Sochnenko
- Marc De Meulenaere
- Pim Meurs
- Jelena Michailovskaja
- Stephan Michiels
- Vladimir Milsjin
- Roberts Misans
- Nikolaj Misjtsjanski
- Stanley Moetoer
- Alexander Mogiljanski
- Alfred Molimard
- Arjen de Mooij
- Allan Igor Moreno Silva
- Georges Mostovoy
- Bas Mulder
- Lex Mulder

## N
- Sjargej Nasevitsj
- Macodou N'Diaye
- Mamina N'Diaye
- Jean Marc Ndjofang
- Flaubert Ndonzi
- Christian Niami
- Ramon Norden

## O
- Jacob Okken
- William Orie
- Harry Otten
- Harley Overman

## P
- Pan Yiming
- Marius Pershad
- Mark Podolski
- Louis Prijs
- Erno Prosman
- Ben Provoost

## R
- Maurice Raichenbach
- Freek Raman
- Ramdew Ramcharan
- Sharief Rodjan
- Ronald Roethof
- Piet Roozenburg
- Wim Roozenburg
- Wim Rustenburg

## S
- Jerry Sadiek
- John Sadiek
- Natalia Sadowska
- Arief Salarbaks
- Niaaz Salarbaks
- N'Diaga Samb
- Hendrik Samingan Sanirsad
- Ewa Schalley
- Ronald Schalley
- Auke Scholma
- Anton Schotanus
- Aleksandr Schwarzman
- Leopold Sekongo
- Michael Semianiuk
- Louis Sen A Kauw
- Jagdies Sheoratan
- Ton Sijbrands
- Wouter Sipma
- Ajnoer Sjajbakov
- Maks Sjavel
- Vjatsjeslav Sjtsjogoljev
- Jitse Slump
- Carl Smith
- Jules Valois Smith
- Ayyyna Sobakina
- Dheeradj Somai
- Ben Springer
- Pieter Steijlen
- Johan Sterrenburg
- Jos Stokkel
- Cees Suijk
- Baba Sy

## T
- Tamara Tansykkoezjina
- Kees Thijssen
- Laura Timmerman
- Daria Tkatsjenko
- Andrej Toltsjikov
- Issa Traoré
- Ivan Trofimov
- Aleksej Tsjizjov

## V
- Guntis Valneris
- Yves Vandeberg
- Cees Varkevisser
- Jevgeni Vatoetin
- Heike Verheul
- Hans Vermin
- Hugo Verpoest
- Oscar Verpoest
- Willem Vijn
- Raimonds Vipulis
- Vadim Virny
- Johan Vos
- Jan Ekke de Vries

## W
- Jannes van der Wal
- Franklin Waldring
- Erna Wanders
- Isidore Weiss
- Wieger Wesselink
- Harm Wiersma
- Wiebe van der Wijk
- Sven Winkel
- Wouter Wolff
- Bryan Wollaert

## Z
- Hendrik van der Zee